# احمدآباد (اردکان)
احمدآباد شهری است در بخش مرکزی شهرستان اردکان استان یزد ایران.

## تاریخ احمدآباد
در مورد ابتدای بنای احمدآباد دو روایت است.
1. ۱ احمدآباد توسط شیخ احمد یزدی «متوفی ۶۳۵» هجری قمری احداث گردیده است و در تاریخ یزد در این مورد می‌نویسند:شیخ احمد و شیخ محمد دو برادر فاضل و دانشمند بودند که از قریه اسفنجر به شهر مهاجرت کردند و در آنجا ساکن گردیدند و آثار خیری از خود به یادگار گذاشته‌اند از جمله مسجد روضه محمدیه معروف به حظیره ملا است که توسط شیخ احمد احداث گردیده قناتی در نزدیک اردکان موسوم به احمدآباد احداث نموده آن را وقف بر حظیره کرده است.
2. ۲ صاحب جامع مفیدی و دیگر متون تاریخی یزد بنای احمدآباد را مربوط به دوران آل مظفر دانسته و یکی از مستحدات امیر مبارزالدین محمد و فرزندان او قلمداد می‌کنند که در اواسط قرن هشتم احداث گردیده است. و به نظر می‌رسد هر دو مطلب صحیح باشد زیرا اولین قنات احمدآباد که به احمدآباد وقف مشهور است؛ توسط شیخ احمد احداث گردیده است و بنای اصلی احمدآباد مربوط به دوران آل مظفر می‌باشد.

## زرتشتیان احمدآباد
در متون تاریخی زردشتیان نیز آمده است که چندین خانوار زردشتی نیز در احمدآباد سکونت داشتند و حتی پرستشگاهی «درمهری» نیز در آنجا بنا نموده بودند.
اما به مرور زمان زردشتیان احمدآباد به شریف‌آباد کوچ نمودند و سنگ آتشدان درمهر احمدآباد نیز به شریف‌آباد منتقل کردند و هم‌اکنون در آنجا نگهداری می‌شود و محلی که قبلاً درمهر زردشتیان بوده بعد از ویران کردن به صورت زمین صافی درآمده است.

## جمعیت
بنابر سرشماری مرکز آمار ایران، جمعیت احمدآباد در سال ۱۳۹۰برابر با ۶٬۸۰۰ نفر بوده است.

## بزرگان احمدآباد
1. ۱ سید یحیی احمدآبادی مشهور به واعظ یزدی

(متوفای ۱۳۶۲ه‍.ق)
1. ۲سید محمد موسوی مشهور به محقق داماد
2. ۳آیت ا۰۰۰فکور. ۴ایت الله سید عباس خاتم یزدی. ۵دکترسید احمد فاطمی

## آثار تاریخی احمدآباد
بافت تاریخی شهر احمدآباد یکی از آثار ملی ثبت شده ایران در اردکان است که قدمت آن مربوط به آل مظفر به بعد می‌باشد و در تاریخ ۱۳۸۲/۱۱/۰۲ به شماره ثبت ۱۰۸۴۴ در مجموعه آثار تاریخی ایران ثبت شده است.

### خانه رضایی احمدآباد
این خانه تاریخی در بافت ثبتی احمدآباد واقع شده است که با قدمت اوایل دوره پهلوی در فهرست آثار ملی ایران به ثبت رسیده است.

### آب انبارهای احمدآباد
احمدآباد به خاطر بالایی سطح آب معروف بوده و حتی مردم عادی با کندن زمین در عمق ۱۰ متری به آب دسترسی می‌یافتند. اگر در احمدآباد گردشی داشته باشید شما با مجموعه‌های آب انباری برخورد خواهید کرد. آب انبارهایی مشابه به آنچه در اردکان است. مجموعه‌هایی با بیش از سه، پنج و نه آب انبار در کنار هم که شاید در استان یزد کم‌نظیر باشد. دانش معماری بومی می‌دانست به خاطر بالایی سطح آب قنات و نیز بالایی سطح آب زیر زمینی نمی‌تواند عمق آب انبارها را زیاد پایین ببرد برای همین تعداد مخازن را در مسیر قنات افزایش می‌دهد. علت تراکم و ساخت چندین آب انبار در یک مکان، به دلیل وجود شیب مناسب زمین و بالا بودن زه آب در احمدآباد است. به عبارت دیگر اگر مکان‌یابی مجموعه آب انبارهای ۳ تایی و ۹ تایی احمدآباد مورد توجه قرار دهیم این دو منطقه دارای طراز ارتفاع بالاتری نسبت به مناطق اطراف است و از این رو با حفر خزانه ومخزن آب انبار در عمقی پایین‌تر، امکان نفوذ آب‌های شور و تلخ وجود نداشته و این آب انبارها با آب شیرین قابل شرب قنات پر شده و به این دلیل محل مناسبی برای ساخت آب انبارها بوده است. مجموعه ۹ تایی آب انبارهای احمدآباد به عنوان مجموعه ای منحصر به فرد تاریخی در سطح کشور شاخص و برندی برای معرفی شهر احمدآباد است ویکی از اولویت‌های شهرداری وشورای دوره چهارم حفظ و احیای بافت تاریخی در صدر آن این مجموعه وآب انبارهای ۳ تایی است که در دستور کار شهرداری قرار گرفت.

### خانه اقبالی
خانه اقبالی‌ها یکی از خانه‌های تاریخی واعیان نشین محله بالای احمدآباد است که محل زندگی شیخ عبدالله اقبالی و خانواده اش بوده است.
قدمت این خانه به دوره قاجار بازمی‌گردد و شامل دو بخش بیرونی و اندرونی است.

## کشاورزی
اردکان چهارمین شهر تولیدکننده پسته ایران پس از رفسنجان در استان کرمان است. علاوه بر این بیش از ۶۰ درصد باغ‌های پسته استان یزد، در اردکان واقع شده‌اند و اکثر مزارع پسته در منطقه احمدآباد، چاه افضل و حسن‌آباد انارکی وجود دارد.
محصول مردم شهر احمدآباد پسته می‌باشد درآمد مردم شهر از همین راه است. کشت پسته موجب ثروتمندی تعداد قابل توجهی از کشاورزان زحمت کش احمدآبادی شده است.